# 금융범죄단속네트워크
금융범죄단속네트워크(Financial Crimes Enforcement Network; FinCEN)은 미국 재무부 산하의 사무국으로서, 돈세탁, 테러리스트 자금지원 등 미국 국내외의 재무범죄에 대처하기 위해 재무거래 정보를 수집 및 분석하는 기관이다.

## 역대 국장
- 브라이언 M. 브러(Brian M. Bruh, 1990년–1993년)
- 스탠리 E. 모리스(Stanley E. Morris, 1994년–1998년)
- 제임스 F. 슬로언(1999년 4월-2003년 10월)
- 윌리엄 J. 폭스(William J. Fox, 2003년 12월 – 2006년 2월)
- 로버트 W. 베르너(Robert W. Werner, 2006년 3월 – 2006년 12월)
- 제임스 H. 프레이스 주니어(James H. Freis, Jr., 2007년 3월 – 2012년 8월)
- 제니퍼 섀스키 캘버리(2012년 9월 – 2016년 5월)
- 자말 엘힌디(Jamal El-Hindi, 권한대행. 2016년 6월 – 현재)[1]